# پیتر کلیر
پیتر کلیر (انگلیسی: Peter Cellier؛ زادهٔ ۱۲ ژوئیهٔ ۱۹۲۸) هنرپیشه اهل انگلستان است.
از فیلم‌ها یا برنامه‌های تلویزیونی که وی در آن نقش داشته‌است، می‌توان به و کشتی به راهش ادامه می‌دهد، اتاقی با یک چشم‌انداز، شاهزاده دزدان، خدمات شخصی، هواردز اند، بازمانده روز، خرده‌پولی از بهشت و شاهزاده و گدا اشاره کرد.